# Hôpital universitaire de Korle-Bu
L'hôpital universitaire de Korle-Bu (KBTH) est un hôpital universitaire public situé dans le district métropolitain d'Ablekuma Sud à Accra au Ghana.

## Historique
Créé le 9 octobre 1923, l'hôpital universitaire de Korle-Bu est passé d'une capacité initiale de 200 lits à 2 000. C'est actuellement le troisième plus grand hôpital d'Afrique et le premier centre national de référence au Ghana.
Korle-Bu, qui signifie la vallée de la lagune de Korle, a été créé en tant qu'hôpital général pour répondre aux besoins de santé des peuples autochtones sous l'administration de Sir Gordon Guggisberg, alors gouverneur de la Gold Coast.
La croissance démographique et l' efficacité prouvée des traitements hospitaliers ont entraîné une augmentation de la fréquentation hospitalière à Korle-Bu. En 1953, la demande pour les services de l'hôpital avait tellement augmenté que le gouvernement a été obligé de mettre sur pied un groupe de travail pour étudier la situation et faire des recommandations pour l'agrandissement de l'hôpital.
Le gouvernement a accepté et mis en œuvre les recommandations du groupe de travail qui ont abouti à la construction de nouvelles structures, telles que les blocs de maternité, médicaux, chirurgicaux et de santé infantile. Cela a porté la capacité en lits de l'hôpital à 1 200.
Korle-Bu a obtenu le statut d'hôpital universitaire en 1962, lorsque la faculté de médecine de l'Université du Ghana (UGMS) a été créée pour la formation des médecins.
L'UGMS et cinq autres écoles constituantes sont désormais regroupées sous le Collège des sciences de la santé pour former un éventail de professionnels de la santé. Cependant, toutes les institutions du collège entreprennent leur formation clinique et leur recherche à l'hôpital.

## Présentation
KBTH est seul hôpital tertiaire public du sud du pays,. C'est un hôpital universitaire affilié à la faculté de médecine de l'université du Ghana. Il possède trois centres d'excellence, le Centre national cardiothoracique, le Centre national de chirurgie plastique et reconstructrice et les Centres de radiothérapie en font partie. En 2019, l'hôpital a obtenu une licence de l'Agence de réglementation des établissements de santé (HeFRA), après avoir satisfait à l'exigence.

## Services de l'hôpital
Les départements cliniques et diagnostiques de l'hôpital comprennent la médecine, la santé infantile, l'obstétrique et la gynécologie, la pathologie, les laboratoires, la radiologie, l'anesthésie, la chirurgie, la polyclinique, le centre des accidents et l'urgence chirurgicale/médicale ainsi que la pharmacie. Les autres départements comprennent la pharmacie, les finances, l'ingénierie et l'administration générale.
L'hôpital offre également une spécialisation dans divers domaines tels que la neurochirurgie, la dentisterie, l'ophtalmologie, l'ORL, le rein, l'orthopédie, l'oncologie, la dermatologie, la cardiothoracique, la radiothérapie, le radiodiagnostic, la chirurgie pédiatrique et la chirurgie plastique reconstructive et les brûlures.
Le Centre de chirurgie plastique reconstructrice et des brûlés, le Centre national cardiothoracique et le Centre national de radiothérapie et de médecine nucléaire notamment attirent également une part non négligeable de leur clientèle des pays voisins comme le Nigeria, le Burkina Faso et le Togo.
L'hôpital universitaire de Korle-Bu a récemment effectué la toute première greffe de rein au Ghana. C'est l'un des rares hôpitaux en Afrique où des tests ADN sont effectués. Parmi les autres services spécialisés offerts par l'hôpital, mentionnons l'intervention en curiethérapie pour le traitement du cancer de la prostate et les chirurgies en trou de serrure.
Des plans sont en cours pour se lancer dans les tests moléculaires. Tout cela fait partie du grand plan visant à offrir un éventail plus large de soins spécialisés pour positionner le Ghana comme la plaque tournante du tourisme de santé dans la sous-région de l'Afrique de l'Ouest.

## Capacité
L'hôpital compte actuellement 2 000 lits et 17 départements/unités cliniques et de diagnostic. Il a une fréquentation quotidienne moyenne de 1 500 patients et environ 250 admissions de patients.

## Établissements
L'hôpital a un très grand campus et s'est agrandi pour accueillir un certain nombre d'institutions. La liste comprend les éléments suivants :
- École de médecine de l'université du Ghana
- École dentaire de l'université du Ghana
- École des sciences biomédicales et connexes de la santé de l'université du Ghana
- Collège de formation des infirmières
- École de formation des sages-femmes
- Association médicale du Ghana
- Association ghanéenne des scientifiques de laboratoire médical
- École d'hygiène (médecine préventive)
- École de radiologie
- école de soins infirmiers périopératoires et intensifs
- École d'infirmières en ophtalmologie

## Centre national cardio-thoraxique
- L'établissement est connu comme l'un des meilleurs centres de pointe pour les soins cardio-thoraxiques en Afrique de l'Ouest
- L'ensemble du projet a été réalisé par Hospital Engineering GmbH et GerTech GmbH d'Allemagne
- Il a été réalisé en tant que projet clé en main, comprenant la planification, la conception, le développement du projet, les travaux de construction et la mise en œuvre ainsi que la fourniture et l'installation d'équipements médicaux et techniques.
- Comme il y a une forte demande de patients locaux et étrangers, le centre existant n'est pas suffisant, les publications récentes des médias demandent une extension

## Centres d'excellence
- Centre national cardio-thoraxique[4]
- Centre national de chirurgie plastique et reconstructrice[5]
- Centre de radiothérapie

## Fondation des neurosciences Korle-Bu
La Korle-Bu Neuroscience Foundation (KBNF) est un projet d'aide à l'hôpital universitaire de Korle-Bu. Il a été fondé par Marjorie Ratel, infirmière en neurosciences à Vancouver, Colombie-Britannique, Canada. La KBNF a participé à la fondation du Korle-Bu Neuroscience Center.